# 巴纳伊巴
巴纳伊巴（葡萄牙語：Parnaíba）是巴西皮奥伊州的一个市镇。总面积435.564平方公里，总人口140737人，人口密度323.1人/平方公里。